# 溴化镧
溴化镧是一种无机化合物，化学式为LaBr3。

## 制备
溴化镧可由氧化镧和溴化铵（摩尔比：1:10）的反应制备，反应生成中间体LaBr3·2NH4Br。总反应方程式如下：
La2O3 + 6 NH4Br → 2 LaBr3 + 3 H2O + 6 NH3

## 相关化合物
- LaBr2，CAS号：24646-94-4。[2]
- La2Br5：CAS号：126043-89-8。[2]